# فاسو كبريلوفيك
فاسو كبريلوفيك (بالصربية: Васо Чубриловић)‏ ولد 14 يناير 1897 – 11 يونيو 1990. كان سياسي وباحث من صرب البوسنة.